# Темеш (зупинний пункт)
Те́меш (крим. Temeş) — пасажирський залізничний зупинний пункт Кримської дирекції залізничних перевезень Придніпровської залізниці на електрифікованій лінії Острякове — Євпаторія-Курорт між станціями Ярка (11 км) та Саки (6 км). Розташований за кількасот метрів від села Ліснівка Євпаторійського району Автономної Республіки Крим.

## Пасажирське сполучення
Станом на серпень 2019 року щодоби чотири пари електропоїздів прямують за напрямком Євпаторія-Курорт — Сімферополь, проте не зупиняються.